# Wythe County
Wythe County ist ein County im Bundesstaat Virginia der Vereinigten Staaten. Im Jahr 2020 hatte das County 28.290 Einwohner und eine Bevölkerungsdichte von 23,6 Einwohnern pro Quadratkilometer. Der Verwaltungssitz (County Seat) ist Wytheville. Das County gehört zu den Dry Countys, was bedeutet, dass der Verkauf von Alkohol eingeschränkt oder verboten ist.

## Geographie
Wythe County liegt im Südwesten von Virginia, ist jeweils etwa 30 km im Norden von West Virginia sowie im Süden von North Carolina entfernt und hat eine Fläche von 1203 Quadratkilometern, wovon vier Quadratkilometer Wasserfläche sind. Es grenzt im Uhrzeigersinn an folgende Countys: Pulaski County, Carroll County, Grayson County, Smyth County und Bland County.

## Geschichte
Gebildet wurde es 1790 aus Teilen des Montgomery County und Grayson County. Benannt wurde es nach George Wythe, dem ersten Unterzeichner der Unabhängigkeitserklärung.

## Demografische Daten

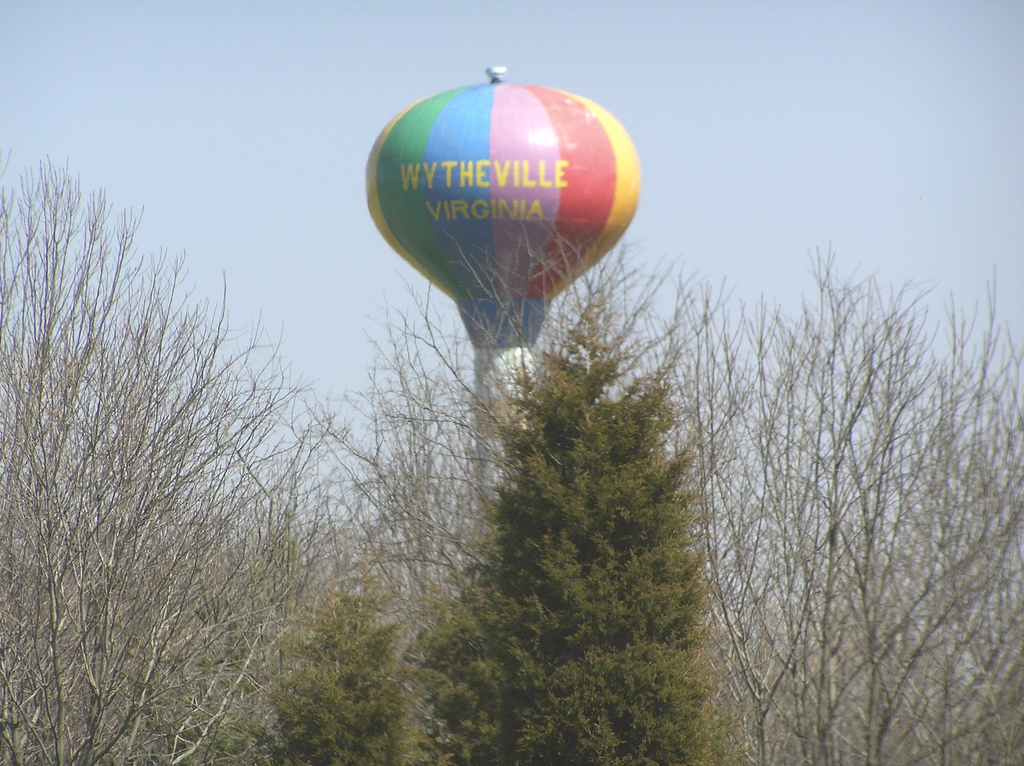
Wasserturm

Alterspyramide des Wythe County

Nach der Volkszählung im Jahr 2000 lebten im Wythe County 27.599 Menschen. Davon wohnten 410 Personen in Sammelunterkünften, die anderen Einwohner lebten in 11.511 Haushalten und 8.103 Familien. Die Bevölkerungsdichte betrug 23 Einwohner pro Quadratkilometer. Ethnisch betrachtet setzte sich die Bevölkerung zusammen aus 95,76 Prozent Weißen, 2,87 Prozent Afroamerikanern, 0,16 Prozent amerikanischen Ureinwohnern, 0,38 Prozent Asiaten, 0,01 Prozent Bewohnern aus dem pazifischen Inselraum und 0,24 Prozent aus anderen ethnischen Gruppen; 0,58v Prozent stammten von zwei oder mehr ethnischen Gruppen ab. 0,57 Prozent der Bevölkerung waren spanischer oder lateinamerikanischer Abstammung.
Von den 11.511 Haushalten hatten 28,9 Prozent Kinder und Jugendliche unter 18 Jahre, die bei ihnen lebten. 56,2 Prozent waren verheiratete, zusammenlebende Paare, 10,5 Prozent waren allein erziehende Mütter, 29,6 Prozent waren keine Familien, 26,3 Prozent waren Singlehaushalte und in 11,7 Prozent lebten Menschen im Alter von 65 Jahren oder darüber. Die Durchschnittshaushaltsgröße betrug 2,36 und die durchschnittliche Familiengröße lag bei 2,83 Personen.
Auf das gesamte County bezogen setzte sich die Bevölkerung zusammen aus 21,8 Prozent Einwohnern unter 18 Jahren, 7,6 Prozent zwischen 18 und 24 Jahren, 28,9 Prozent zwischen 25 und 44 Jahren, 25,9 Prozent zwischen 45 und 64 Jahren und 15,8 Prozent waren 65 Jahre alt oder darüber. Das Durchschnittsalter betrug 39 Jahre. Auf 100 weibliche Personen kamen 91,4 männliche Personen. Auf 100 Frauen im Alter von 18 Jahren oder darüber kamen statistisch 88,3 Männer.

Das jährliche Durchschnittseinkommen eines Haushalts betrug 32.235 USD, das Durchschnittseinkommen der Familien betrug 40.188 USD. Männer hatten ein Durchschnittseinkommen von 29.053 USD, Frauen 20.550 USD. Das Prokopfeinkommen betrug 17.639 USD. 8,5 Prozent der Familien und 11,0 Prozent der Bevölkerung lebten unterhalb der Armutsgrenze. Davon waren 12,5 Prozent Kinder oder Jugendliche unter 18 Jahre und 13,4 Prozent waren Menschen über 65 Jahre.